# 石姫
石姫（いしひめ、慶安元年5月3日（1648年6月23日） - 寛文7年9月22日（1667年11月8日））は、江戸時代前期の女性。相模小田原藩世嗣稲葉正往の正室。父は陸奥会津藩主保科正之、母は継室で藤木弘之の娘お万の方。保科正頼、保科正経は兄、松平正容は弟。
寛文元年（1661年）4月、上意により老中で小田原藩主稲葉正則の嫡男正往と保科正之の娘石姫との婚姻が成立、11月28日に婚礼が行われた。しかし、寛文7年（1667年）9月14日に一人娘の亀姫を儲けた8日後に20歳で死去した。遺体は上野東叡山現明院に葬られた。法名は本性院殿了岳直空大姉。
稲葉家と会津保科家の交流は石姫の死後も続き、寛文12年12月（1673年）の正之の死の直前に、正往は正之の遺言を告げられている。亀姫は後に伊予松山藩主松平定直と結婚した。